# フアン・セバスティアン・カバル
フアン・セバスティアン・カバル・バルデス（Juan Sebastián Cabal Valdés, 1986年4月25日 - ）は、コロンビア・サンティアゴ・デ・カリ出身の男子プロテニス選手。ATPツアーでダブルス自己最高ランキングは1位。右利きでバンクハンドは両手打ちの選手。身長185cm、体重75kg。2017年全豪オープン混合ダブルス優勝。2019年ウィンブルドン選手権男子ダブルス、2019年全米オープン男子ダブルス優勝。現在コロンビアのNo.1ダブルスプレイヤーでありロベルト・ファラとペアを組み、デビスカップにも出場している。

## 来歴
7歳からテニスを始める。
2011年全仏オープン男子ダブルスではエドゥアルド・シュワンクと組んで決勝に進出するもダニエル・ネスター/ マックス・ミルヌイ組に敗れ、準優勝。ウィンブルドン選手権で初めて同胞のロベルト・ファラとペアを組み、そこからはほとんど彼とペアと出場している。
2014年のリオ・オープンでダブルス・ツアー初優勝を果たした。この年はマイアミ・オープンでマスターズ決勝進出もしている。
2017年全豪オープン混合ダブルスではアビゲイル・スピアーズと組み、決勝でサニア・ミルザ/イワン・ドディグ組に勝利し、グランドスラム初優勝を果たした。
2018年は全豪オープンで初めて決勝に進出し、BNNイタリア国際ではマスターズ初優勝も果たした。
2019年ウィンブルドン選手権でとしてグランドスラム初優勝を果たす。これにより、初の世界ランキング1位にも輝いた。全米オープンでも優勝し、ATPの『2019年最優秀ダブルスチーム』に選ばれた。
2020年年始にファラが薬物規定違反により出場停止になったため、全豪オープンはハウメ・ムナルと組んで出場した。2回戦でブライアン兄弟に敗戦。

## グランドスラム優勝

### 混合ダブルス: 1
| 結果 | 年   | 大会         | サーフェス | パートナー             | 相手l                           | スコア   |
| 優勝 | 2017 | 全豪オープン | ハード     | アビゲイル・スピアーズ | サニア・ミルザ イワン・ドディグ | 6-2, 6-4 |

## ATPツアー決勝進出結果

### ダブルス: 37回 (17勝20敗)
| 結果   | No. | 決勝日         | 大会                   | サーフェス    | パートナー               | 対戦相手                                            | スコア                                      |
| ------ | --- | -------------- | ---------------------- | ------------- | ------------------------ | --------------------------------------------------- | ------------------------------------------- |
| 準優勝 | 1.  | 2011年6月4日   | 全仏オープン           | クレー        | エドゥアルド・シュワンク | マックス・ミルヌイ ダニエル・ネスター               | 6–7(3–7), 6–3, 4–6                          |
| 準優勝 | 2.  | 2012年6月23日  | スヘルトーヘンボス     | 芝            | ドミトリー・トゥルスノフ | ロベルト・リンドステット ホリア・テカウ             | 3–6, 6–7(1-7)                               |
| 準優勝 | 3.  | 2013年5月25日  | ニース                 | クレー        | ロベルト・ファラ         | ヨハン・ブルンストロム レイベン・クラーセン         | 3–6, 2–6                                    |
| 準優勝 | 4.  | 2014年1月5日   | ブリスベン             | ハード        | ロベルト・ファラ         | ダニエル・ネスター マリウシュ・フィルステンベルク   | 7–6(7-4), 4–6, [7–10]                       |
| 準優勝 | 5.  | 2014年2月9日   | ビニャ・デル・マール   | クレー        | ロベルト・ファラ         | フロリン・メルジャ オリバー・マラチ                 | 2–6, 4–6                                    |
| 優勝   | 1.  | 2014年2月23日  | リオデジャネイロ       | クレー        | ロベルト・ファラ         | ダビド・マレーロ マルセロ・メロ                     | 6-4, 6-2                                    |
| 準優勝 | 6.  | 2014年3月2日   | サンパウロ             | クレー        | ロベルト・ファラ         | ギリェルモ・ガルシア＝ロペス フィリップ・オズワルド | 7–5, 4–6, [13–15]                           |
| 準優勝 | 7.  | 2014年3月29日  | マイアミ               | ハード        | ロベルト・ファラ         | ボブ・ブライアン マイク・ブライアン                 | 7-6(10–8), 6-4                              |
| 準優勝 | 8.  | 2014年7月20日  | ボゴタ                 | クレー        | ニコラス・バリエントス   | サム・グロス クリス・グッチョーネ                   | 6–7(5–7), 7–6(7–3), [9–11]                  |
| 優勝   | 2.  | 2014年8月23日  | ウィンストン・セーラム | ハード        | ロベルト・ファラ         | ジェイミー・マリー ジョン・ピアーズ                 | 6–3, 6–4                                    |
| 優勝   | 3.  | 2015年2月15日  | サンパウロ             | クレー        | ロベルト・ファラ         | パオロ・ロレンツィ ディエゴ・シュワルツマン         | 6–4, 6–2                                    |
| 優勝   | 4.  | 2015年5月23日  | ジュネーヴ             | クレー        | ロベルト・ファラ         | レイベン・クラーセン 盧彦勳                         | 7–5, 4–6, [10–7]                            |
| 準優勝 | 9.  | 2015年7月26日  | ボースタード           | クレー        | ロベルト・ファラ         | ジェレミー・シャルディー ルカシュ・クボット         | 7–6(8–6), 3–6, [8–10]                       |
| 準優勝 | 10. | 2015年8月2日   | ハンブルク             | クレー        | ロベルト・ファラ         | ジェイミー・マリー ジョン・ピアーズ                 | 6–2, 3–6, [8–10]                            |
| 準優勝 | 11. | 2015年10月11日 | 東京                   | ハード        | ロベルト・ファラ         | レイベン・クラーセン マルセロ・メロ                 | 6-7(5-7), 6-3, [7–10]                       |
| 優勝   | 5.  | 2016年2月14日  | ブエノスアイレス       | クレー        | ロベルト・ファラ         | イニゴ・セルバンテス パオロ・ロレンツィ             | 6–1, 6–4                                    |
| 優勝   | 6.  | 2016年2月21日  | リオデジャネイロ       | クレー        | ロベルト・ファラ         | ダビド・マレーロ パブロ・カレーニョ・ブスタ         | 7-6(7-5), 6-1                               |
| 準優勝 | 12. | 2016年5月1日   | ミュンヘン             | クレー        | ロベルト・ファラ         | ヘンリ・コンティネン ジョン・ピアース               | 3–6, 6–3, [7–10]                            |
| 優勝   | 7.  | 2016年5月23日  | ニース                 | クレー        | ロベルト・ファラ         | マテ・パビッチ マイケル・ヴィーナス                 | 4–6, 6–4, [10–8]                            |
| 優勝   | 8.  | 2016年10月26日 | モスクワ               | ハード (室内) | ロベルト・ファラ         | ユリアン・ノール ユルゲン・メルツァー               | 4–6, 6–4, [10–8]                            |
| 優勝   | 9.  | 2017年2月14日  | ブエノスアイレス       | クレー        | ロベルト・ファラ         | ダビド・マレーロ サンティアゴ・ゴンサレス           | 6-3, 6-0                                    |
| 準優勝 | 13. | 2017年2月25日  | リオデジャネイロ       | クレー        | ロベルト・ファラ         | パブロ・クエバス パブロ・カレーニョ・ブスタ         | 4–6, 7–5, [8–10]                            |
| 準優勝 | 14. | 2017年4月14日  | ブダペスト             | クレー        | ロベルト・ファラ         | ブライアン・ベイカー ニコラ・メクティッチ           | 6–7(2–7), 4–6                               |
| 優勝   | 10. | 2017年5月1日   | ミュンヘン             | クレー        | ロベルト・ファラ         | ジェレミー・シャルディー ファブリス・マルタン       | 6–3, 6–3                                    |
| 準優勝 | 15. | 2017年5月28日  | ジュネーヴ             | クレー        | ロベルト・ファラ         | ジャン＝ジュリアン・ロジェ ホリア・テカウ           | 6–2, 6–7(9–11), [6–10]                      |
| 優勝   | 11. | 2017年8月5日   | ロス・カボス           | ハード        | トレト・ユーイ           | セルジオ・ガルドス ロベルト・マルタン               | 6–2, 6–3                                    |
| 準優勝 | 16. | 2018年1月27日  | 全豪オープン           | ハード        | ロベルト・ファラ         | オリバー・マラチ マテ・パビッチ                     | 4–6, 4-6                                    |
| 準優勝 | 17. | 2018年2月18日  | ブエノスアイレス       | クレー        | ロベルト・ファラ         | アンドレス・モルテニ オラシオ・セバジョス           | 3–6, 7–5, [3–10]                            |
| 優勝   | 12. | 2018年5月20日  | ローマ                 | クレー        | ロベルト・ファラ         | パブロ・カレーニョ・ブスタ ジョアン・ソウザ         | 3–6, 6–4, [10–4]                            |
| 準優勝 | 18. | 2018年8月19日  | シンシナティ           | ハード        | ロベルト・ファラ         | ジェイミー・マリー ブルーノ・ソアレス               | 6–4, 3–6, [6–10]                            |
| 準優勝 | 19. | 2019年1月12日  | シドニー               | ハード        | ロベルト・ファラ         | ジェイミー・マリー ブルーノ・ソアレス               | 4–6, 3–6                                    |
| 優勝   | 13. | 2019年4月28日  | バルセロナ             | クレー        | ロベルト・ファラ         | ジェイミー・マリー ブルーノ・ソアレス               | 6-4, 7-6(7-4)                               |
| 優勝   | 14. | 2018年5月19日  | ローマ                 | クレー        | ロベルト・ファラ         | レイベン・クラーセン マイケル・ヴィーナス           | 6-1, 6-3                                    |
| 優勝   | 15. | 2019年6月29日  | イーストボーン         | 芝            | ロベルト・ファラ         | マキシモ・ゴンザレス オラシオ・セバジョス           | 6-1, 6-3                                    |
| 優勝   | 16. | 2019年7月13日  | ウィンブルドン         | 芝            | ロベルト・ファラ         | ニコラ・マウー エドゥアール・ロジェ＝バセラン       | 6-7(5-7), 7-6(7-5), 7-6(8-6), 6-7(5-7), 6-3 |
| 準優勝 | 20. | 2019年8月18日  | シンシナティ           | ハード        | ロベルト・ファラ         | イワン・ドディグ フィリプ・ポラセック               | 4-6, 6-4, [10-6]                            |
| 優勝   | 17. | 2019年9月6日   | 全米オープン           | ハード        | ロベルト・ファラ         | マルセル・グラノリェルス オラシオ・セバジョス       | 6-4, 7-5                                    |